# پلامیتویل‌کارنیتین
پلامیتویل‌کارنیتین (به انگلیسی: Palmitoylcarnitine) یک ترکیب شیمیایی با شناسه پاب‌کم ۴۶۱ است. که جرم مولی آن ۳۹۹٫۶۰۸ g/mol می‌باشد. 